# La caza del jabalí
La Chasse au sanglier
Pour les articles homonymes, voir La Chasse au sanglier.
La caza del jabalí (« La Chasse au sanglier ») est un tableau de Francisco de Goya réalisé en 1775 et appartenant à la première série de cartons pour tapisserie destinée à la salle à manger du Prince des Asturies au palais de l'Escurial.

## Contexte
Tous les tableaux de la première série sont destinés à la salle à manger du Prince des Asturies, c'est-à-dire de celui qui allait devenir Charles IV et de son épouse Marie Louise de Parme, au palais de l'Escurial. Le tableau fut livré à la Fabrique royale de tapisserie avec le reste de la série le 24 mai 1775.
Il fut considéré perdu jusqu'en 1869, lorsque la toile fut découverte dans le sous-sol du Palais royal de Madrid par Gregorio Cruzada Villaamil, et fut remise au musée du Prado en 1870 par les ordonnances du 19 janvier et du 9 février 1870, où elle est exposée dans la salle 90 avec le numéro de catalogue 5542.
La série était composée de Perros y útiles de caza, Caza con reclamo, La Caza de la codorniz, El Pescador de caña, Cazador cargando su escopeta, El Cazador con sus perros, La Caza del jabalí, Caza muerta et Muchachos cazando con mochuelo.

## Analyse
Tous les tableaux de la série représentent des motifs en mouvement et la Chasse au sanglier ne fait pas exception. Il s’agissait de la plus grande tapisserie de la série.
Elle fut remise par Francisco Bayeu à Vandergroten Cornelius, avec les autres tapisseries le 24 mai 1775. Bayeu supervisa le travail de son beau-frère Goya et de son aide, son frère Ramón Bayeu. 
L'impersonnalité de ces cartons ne les libère pas des traditions picturales en vigueur, et il aurait été difficile de les attribuer à Goya sans les documents de la fabrique royale.